# Eosembia spatha
Eosembia spatha is een insectensoort uit de familie Oligotomidae, die tot de orde webspinners (Embioptera) behoort. De soort komt voor in Myanmar.
Eosembia spatha is voor het eerst wetenschappelijk beschreven door Ross in 2007.